# Казацкое (Красногвардейский район)
Казацкое — село в Красногвардейском районе Белгородской области России. Входит в состав Стрелецкого сельского поселения.

## География
Село расположено в восточной части Белгородской области, на берегу реки Усердец, в 8 километрах к северо-востоку от города Бирюча.

## История
Во время сооружения города-крепости Усерд в конце 1630-х за его стенами появилась Казачья слобода — поселение 299 казаков во главе с пятидесятниками Никитой Уколовым, Фролом Мишуковым, Иваном Порутчиковым и Парфирием Сотниковым.
В 1859 году Казачья слобода входила в состав Бирюченского уезда. Тогда же насчитывала 134 двора, и 1159 жителей (551 муж., 609 жен.). В слободе также была православная церковь.
После Октябрьской революции, в 1921 году в Казацком была открыта изба-читальня. В 1930 году организован колхоз «Гигант», а в 1936 году разделен на две части: имени Сталина и имени Чапаева.
Во время Великой Отечественной войны погибли 198 жителей села, 21 человека угнали в Германию.
В 1954 году Казацкий сельский Совет объединяется со Стрелецким, центральная усадьба располагалась в селе Стрелецкое.
В 1959 году Казацкое — в Стрелецком сельсовете Красногвардейского района. В 1966 году Казацкое получило статус неперспективного села и до 1989 года называлось Стрелецкое-2.
В 1988 году была построена школа на 320 мест.
В 1997 году Казацкое — в Стрелецком сельском округе Красногвардейского района.

## Население
В 1856 году в слободе насчитывалось 96 дворов и 809 жителей.

К началу 1998 года в Казацком было 1505 жителей.
| 1859 | 1897 | 2002  | 2010  |
| ---- | ---- | ----- | ----- |
| 750  | ↗935 | ↗1451 | ↘1370 |